# Émile Meyer
Pour les articles homonymes, voir Meyer.
Émile Meyer (1858-1914) est un peintre français qui fait partie des artistes ayant exprimé leur art à Montmartre. Il est l’élève de Jules-Élie Delaunay, de Pierre Puvis de Chavannes, de Jean-Jacques Henner, de Jean-Georges Vibert et d'Émile Lévy.

## Biographie
Émile Meyer naît le 22 février 1858 à Montmartre, au 24 rue de l’Impératrice, dans une famille d'artistes d'origine alsacienne. Sa mère Joséphine Boulony est originaire de Haute-Saône et son père, Alfred Meyer, parisien, est peintre, émailleur-céramiste d'art à la Manufacture de Sèvres. Emile est le troisième enfant d'une fratrie de dix, parmi lesquels Georges Meyer, qui deviendra peintre également.
Le jeune Émile bénéficie dans sa famille d'un environnement artistique de tout premier ordre. Il est initié dès l'enfance aux arts graphiques par son père, mais aussi par ses oncles Émile Meyer et Jacques (dit Henri Meyer), respectivement lithographe et illustrateur. Son grand-père Bernard Meyer, dessinateur sur étoffes, et son grand-oncle Emmanuel Meyer (1817-1878), dessinateur également, sont tous deux originaires de Mulhouse, réputé pour ses fabriques d'impression sur étoffes.
La famille quitte Paris et s'installe à Sèvres, où Henri, le frère jumeau d'Émile Meyer, décède en bas âge en 1860. L'enfance d'Émile se déroule au 76 Grande Rue, à Sèvres. En 1870 éclate la guerre franco-allemande, suivie de la Commune en 1871. En 1872, Émile et sa famille s'installent  à Paris au pied de la butte Montmartre, au 44 rue de Dunkerque, puis dès 1874, au numéro 57 de cette même rue, dans l’immeuble d’en face, 
Encouragé par ses proches, Émile étudie la peinture auprès d'artistes réputés, Jules-Élie Delaunay, Pierre Puvis de Chavannes, Jean-Jacques Henner, Jean-Georges Vibert, et Émile Lévy. Dès ses premiers pas dans la peinture, le jeune Émile exprime un talent vite identifié et reconnu par ses maîtres qui le préparent au concours de l'Ecole des beaux-arts. À l'issue de ce concours, il obtient en 1874 une pension annuelle de 1 200 francs. Celle-ci, octroyée par la banque Fould, lui sera versée durant cinq ans. Il peint cette année-là une toile prometteuse intitulée Cupidon et son reflet. Il a alors seize ans.
En 1880, il expose pour la première fois au Salon des artistes français ses toiles L'amour et la folie, et Portrait de Me M. Tout en continuant de résider chez ses parents, il est incorporé à Blois, au 31ème régiment d’infanterie de ligne. Lorsqu'en 1881 ses parents quittent Paris et viennent s'installer à Nogent-sur-Marne, l'atelier du 57 rue de Dunkerque reste dans la famille, car Émile et son jeune frère Georges y poursuivent leur activité de peintre. Émile peint alors en 1882 Chez Macquart, en 1884 M. le marquis de T., et en 1885 La Grande Toilette, et Portrait de M. le comte P..
En 1887, en visite chez ses parents, Émile pose son chevalet sur les bords de Marne et peint L'abreuvoir à Nogent-sur-Marne. L'année suivante, il peint Portrait de « Stuart », vainqueur du Derby et du Grand Prix de Paris en 1888. En 1889, il collabore à l'ouvrage paru chez l'éditeur Savine, La Grande Janic, de Madame Paria Korigan. Sous ce pseudonyme se cache le nom de l'épouse de son professeur, le peintre Émile Lévy.
Émile Meyer reçoit en 1891 du Salon des artistes français une Mention Honorable. Vers 1895, il peint son tableau La Lettre, une œuvre mettant en scène un cardinal lisant une lettre sous l'œil amusé d'un confrère cardinal. Les paysages bretons inspirent Émile qui présente lors de l'Exposition de 1896, du 1er au 5 octobre, son tableau En Bretagne, qu’il avait peint deux ans plus tôt. Dans le cadre de l'Exposition Universelle de 1900, il participe à l'exposition décennale des beaux-arts de 1889 à 1900, en présentant une aquarelle intitulée La Daumont de M. le Président de la République. Il reçoit à nouveau à cette occasion une Mention Honorable.
En 1905, il réside au 51 rue Caulaincourt à Montmartre, auprès de son frère Georges qui demeure au 61. Son cousin Emmanuel Samson, peintre-sculpteur animalier, rejoindra également ce quartier si prisé des grands noms de la peinture au lendemain de la Grande Guerre.
Durant plusieurs années de production prolifique, il peint notamment son tableau Un grand artiste, ainsi que de nombreuses toiles reconnues, dont notamment, parmi les plus célèbres : Connaisseur et Cardinal lisant, confirmant son goût pour des représentations mettant en scène des cardinaux. En reconnaissance de son talent, il est nommé Officier d’Académie. Son travail est réputé, et s’attire les commentaires flatteurs des critiques d’art.
Émile Meyer décède à l’occasion d’un séjour en Suisse, au début de l’année 1914. Le journal quotidien L'Homme libre annonce dans son édition du 6 février 1914 : « Nous apprenons la mort du peintre Émile Meyer à l'âge de cinquante-cinq ans. M. Meyer était membre de la commission de restauration des musées nationaux. Il est décédé subitement à Bâle, la semaine dernière. » 

## Principales œuvres
- L'amour et la folie, et Portrait de Me M. (1880)
- Portrait de Me J. Ch. (1881)
- Chez Macquart (1882)
- En prairie : chevaux de l'écurie de M. le Comte Potocki ; Portrait de M. Bernard L. (1883)
- M. le marquis de T. ; Une stalle des écuries de M. le Comte Potocki (1884)
- La Grande Toilette, Portrait de M. le Comte P.  (1885)
- Le saut de la rivière : concours hippique de Paris 1885 ; Portrait de M. Jules C. (pastel) ; Portrait de Mlle Marie-Renée B. (pastel) (1886)
- L'abreuvoir à Nogent-sur-Marne ; Portrait de Me. L. (pastel) ; Portrait de Mme L. (pastel) (1887)
- Dormeuse (pastel) ; Intérieur d'écurie (étude) ; Portrait de « Stuart », vainqueur du Derby et du Grand Prix de Paris en 1888 (1888)
- Manège montant le sable sur la falaise à Sainte-Adresse, au Havre (1890)
- La toilette de « Gandin » (1891)
- En Bretagne (1894)
- La Lettre
- Un rouage parisien (1895)
- La Poule au pot ; Portrait du commandant de La Garenne, officier d'ordonnance du président de la République (1896)
- Un grand artiste
- Connaisseur
- Cardinal lisant